# Mausolée de Gengis Khan
Ne doit pas être confondu avec la tombe de Gengis Khan.
Le mausolée de Gengis khan (Mongol bichig : ᠴᠢᠩᠭᠢᠰ
ᠬᠠᠭᠠᠨ ᠤ
ᠣᠩᠭᠣᠨ ; cyrillique : Чингис хааны онгон, translittération : chingis khaany ongon, chinois : 成吉思汗陵 ; pinyin : chéngjísīhàn líng) est un complexe architectural dédié à la mémoire de Gengis Khan à Ordos. Il serait nommé en mongol Yeke-Etjen-Koro (Le Palais du Grand Seigneur) A rapprocher du nom de la bannière d'Ejin Horo (en mongol : Ejin Qoroɣ-a qosiɣu) où il se situe. Enfin, le site est également nommé les Huit Yourtes blanches (八白室, bā bái shì, « huit maisons blanches »), car il contient huit yourtes, dont l'une est considérée contenir les reliques de Gengis Khan et les sept autres des reliques de sept de ses proches.
Des sources chinoises placent les Darkhad (ᠳᠠᠷᠬᠠᠳ / дархад) gardien du Mausolée de Gengis Khan et son épouse à Dongsheng, dans la banlieue de la ville-préfecture d'Ordos dans ce rôle. Ceux-ci auraient été cités dans le cahier jaune de Kubilai Khan, dirigeant mongol de la dynastie Yuan.

## Histoire du mausolée

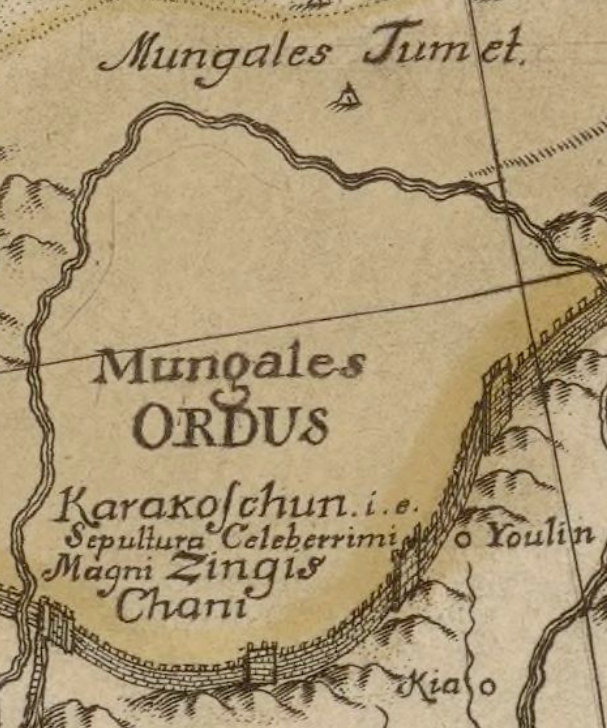
Cartographie du XVIII par Philip Johan von Strahlenberg, plaçant la sépulture sur le mausolée.

C'est le fils de Gengis Khan, Ogödei, qui déposa les objets de son père dans huit yourtes blanches afin de lui rendre hommage. Le mausolée était initialement composé de huit yourtes blanches parcourant les steppes. C'est sous le règne de Dayan Khan que les yourtes furent installées dans le pays d'Ordos.
La première version date d'il y a environ 800 ans.
Au XVIIIe siècle, Philip Johan von Strahlenberg place dans une de ses cartes, le Mausolée dans l'actuelle région d'Ordos sous le titre « Mungales ORDUS - Karakoschun i.e. Sepultura Celeberrim Magni Zengis Chani » (voir ci-contre).
En 1897, dans les Comptes rendus des séances de l'Académie des Inscriptions et Belles-Lettres, Charles Eudes Bonin rapporte que celui-ci « a été signalé par quelques voyageurs, l'abbé Armand David, les explorateurs russes Prjevalsky et Potanine, mais aucun d'eux n'a pu pénétrer à l'intérieur et le visiter en détail ». Il était alors décrit, selon la tradition mongole, comme situé dans le district de Wan, dans l'Ordos, à 200 verstes au Sud du lac Dabasoun-Nor (lac Dabasun). Ces restes sont alors contenus dans deux cercueils, l'un d'argent, l'autre de bois, contenus sous une tente de soie jaune. Les autres membres de la famille sont ensevelis 10 verstes plus loin. Tous les soirs, un mouton et un cheval lui sont offerts. Ils ne sont plus présents le lendemain.
Il dut être déplacé pendant la Seconde Guerre mondiale pour échapper aux Japonais.
La version actuelle fut construite entre 1954 et 1956 sous la République populaire de Chine, et réunit différentes reliques liées, auparavant conservées dans divers mausolées mobiles. On y trouve l'arc et différents autres objets étant considérés comme ayant appartenu à Gengis Khan.
Des cérémonies religieuse du culte de Gengis Khan y sont pratiquées.

## Description

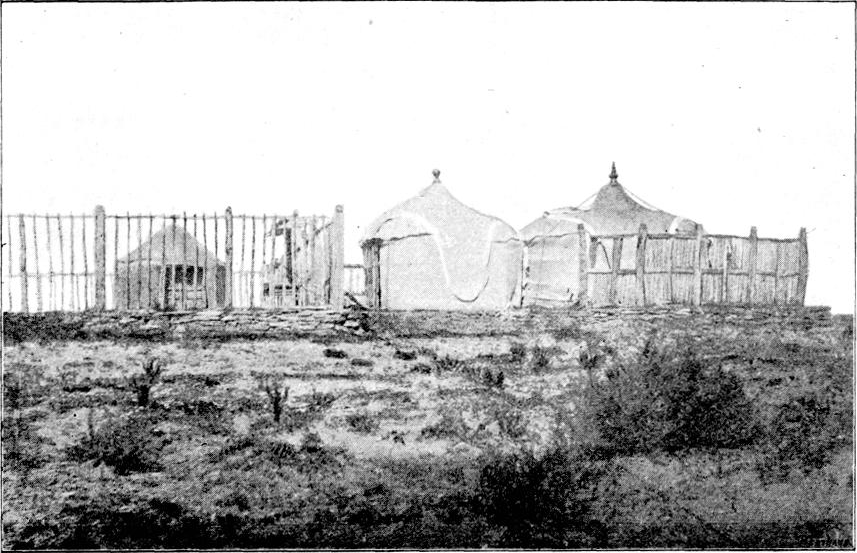
Mausolée en 1897

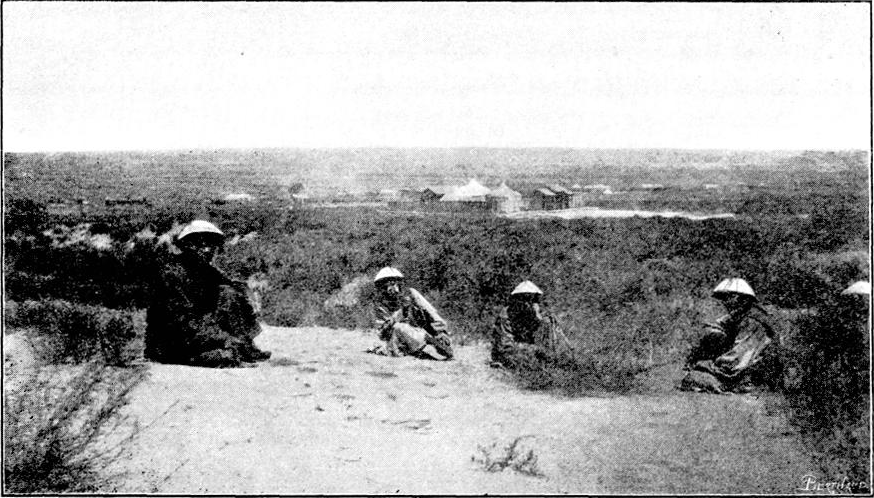
Gardiens de la sépulture en 1897

Ce bâtiment est en réalité un cénotaphe puisqu’on ne sait pas où est enterré Gengis Khan. Construit entre 1954 et 1956, il est situé en Chine, en Mongolie-Intérieure, dans la bannière d'Ejin Horo. Le mausolée comporte plusieurs ensembles, tous dédiés au premier empereur mongol.
- la grande porte qui compte trois arches ;
- Un escalier menant au mausolée lui-même entouré de différentes statues dont les piédestaux comportent des citations de Gengis Khan, en mongol bichig, mandarin en caractères han et anglais ;
- la statue de Gengis Khan ;
- un ovoo[7] est situé sur la droite, du sommet de l'escalier menant au mausolée ;
- un tertre de marbre est utilisé comme autel. De l’encens y brûle depuis 800 ans.

Le bâtiment principal est composé de trois parties polygonales surmontées de coupoles à l'avant et d'une salle à l'arrière. Ces trois parties sont reliées entre elles par de longs couloirs blancs à l'extérieur, peints de fresques décrivant la vie de Gengis Khan à l'intérieur.
Les 8 yourtes blanches sont réparties sur 3 des 4 salles, 3 sur la coupole de gauche, 3, dans la salle arrière et deux dans la coupole de droite. La coupole centrale comporte différents symboles de géomancie. La salle arrière est utilisée lors de cérémonies.

## Galerie

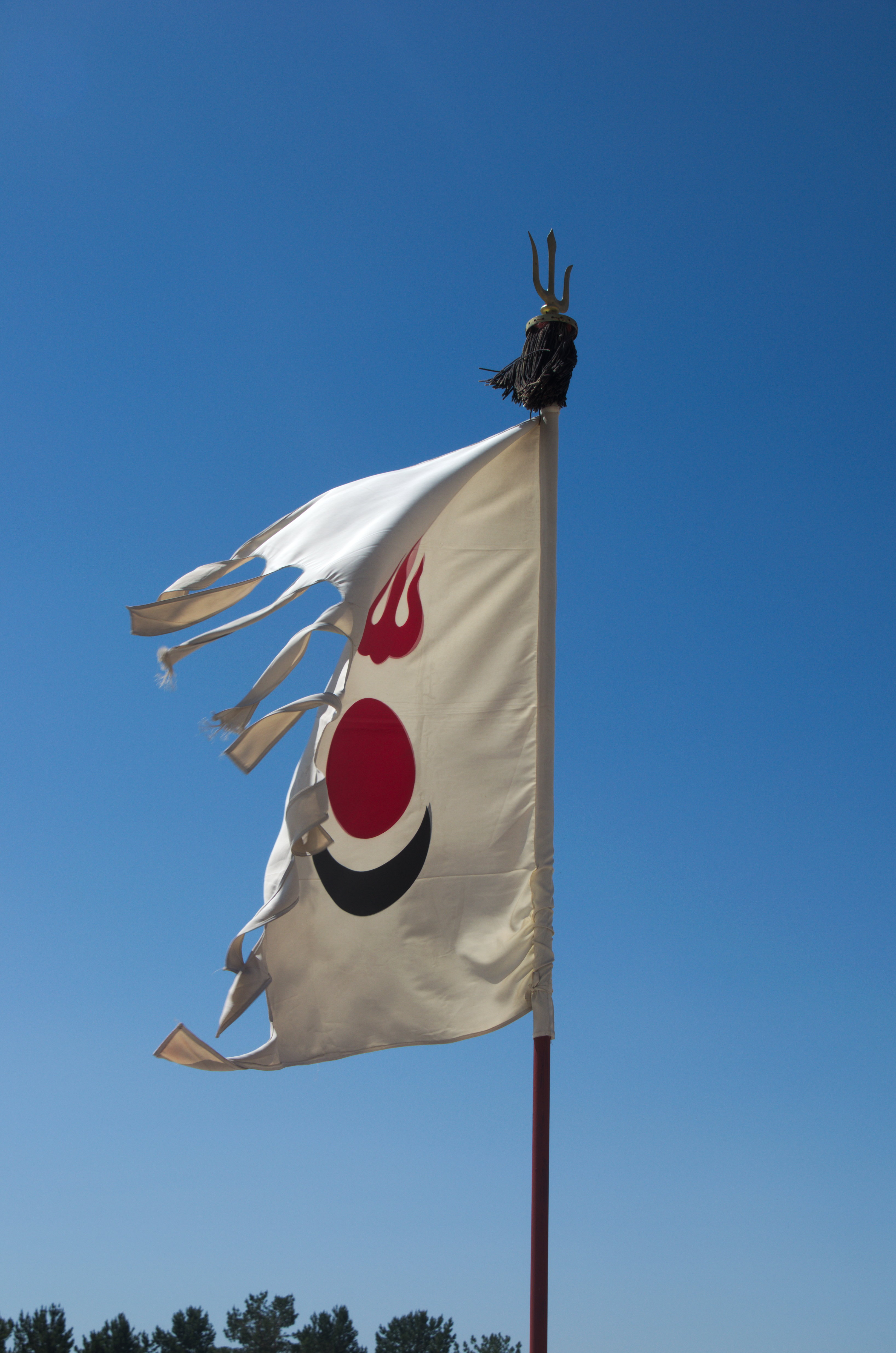
Drapeau de l'empire sur un süld noir
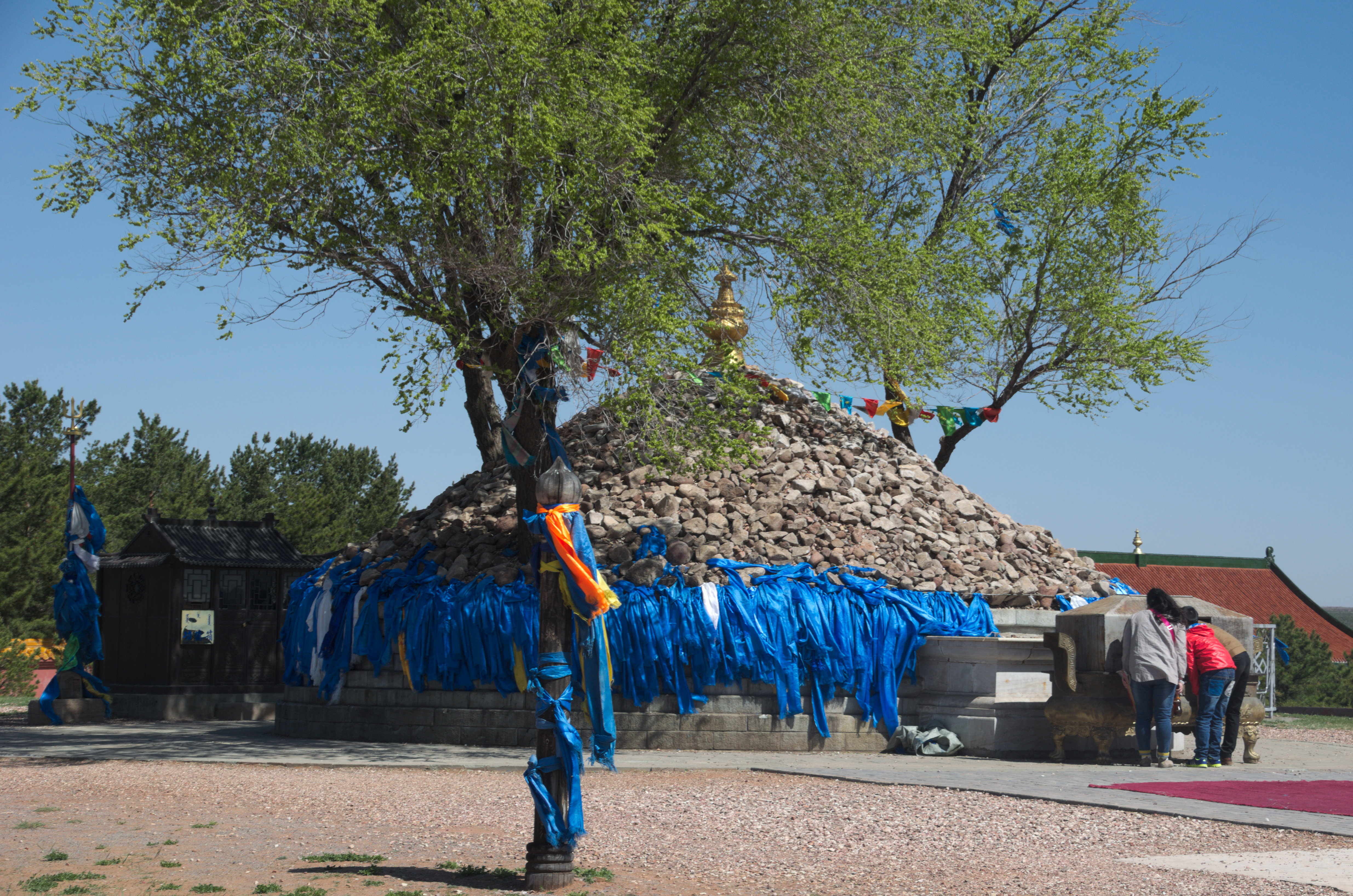
Ovoo dédié à Gengis Khan
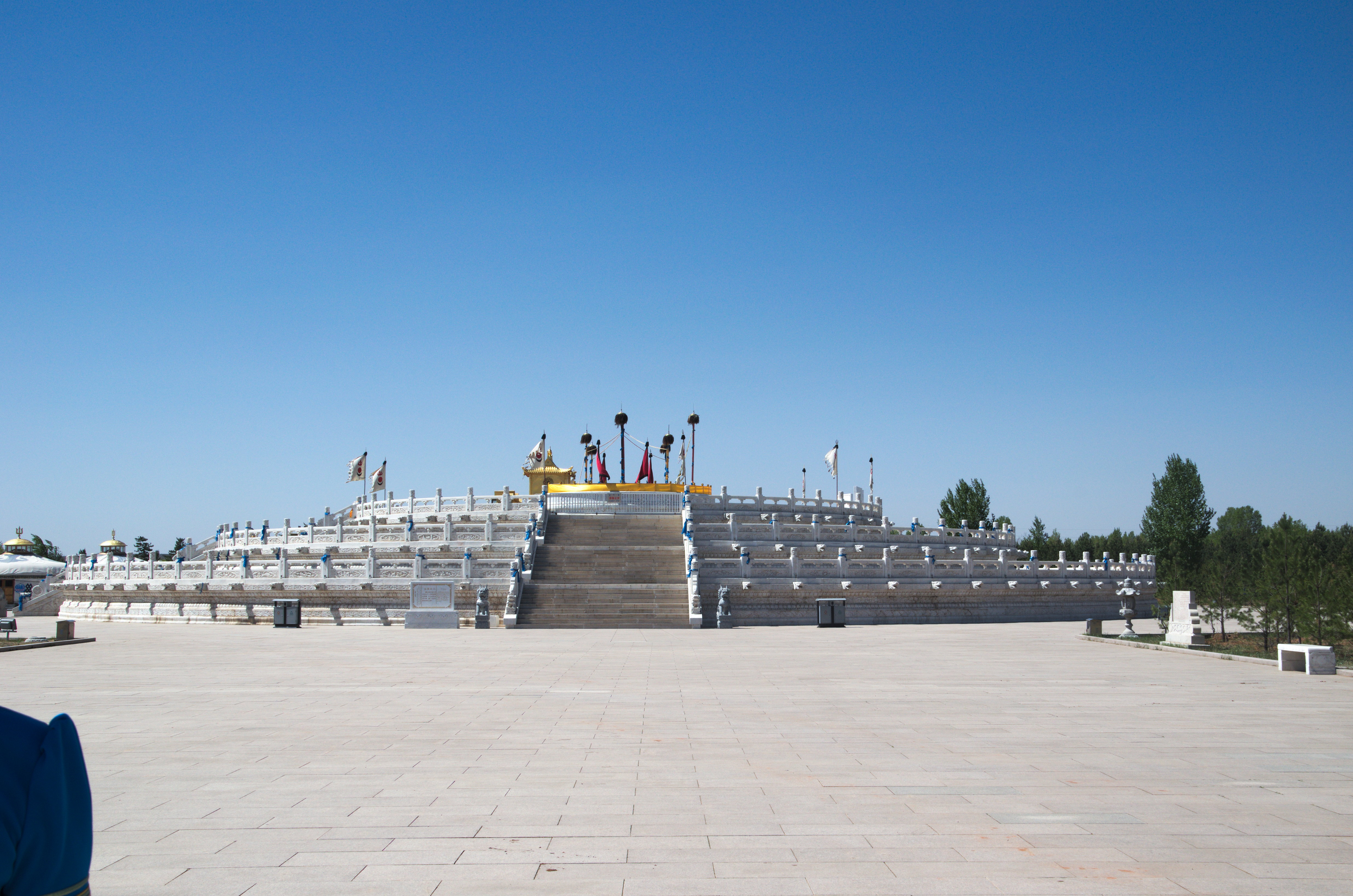
Autel des sacrifices